# 中興地區

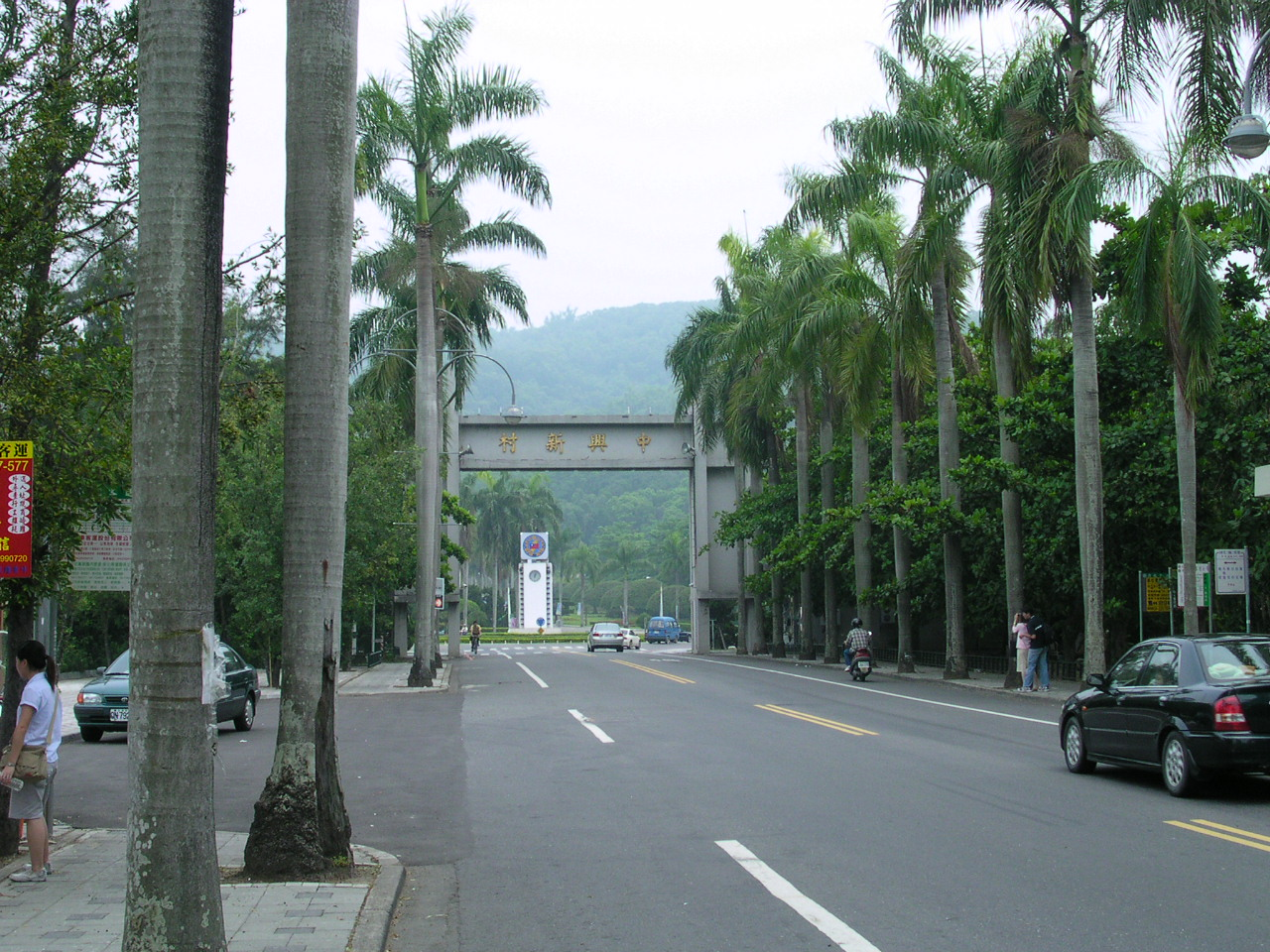
由臺14乙線進入中興新村。2011年，經濟建設委員會準備將中興新村開發成高等研究園區。遠景是中興新村的入口牌樓及圓環鐘塔。

中興地區是臺灣南投縣一處新興發展的城鎮地區，位於南投市營盤口、內轆等二地，城鎮中心以中興新村為主軸，故常稱為中興新村地區。

## 位置
起初，原規劃的中興新村地區是將軍功寮納入，後來在《結案報告書》才確立範圍，故以樟平溪（軍功寮溪）為南界，將軍功寮排出規劃區外。

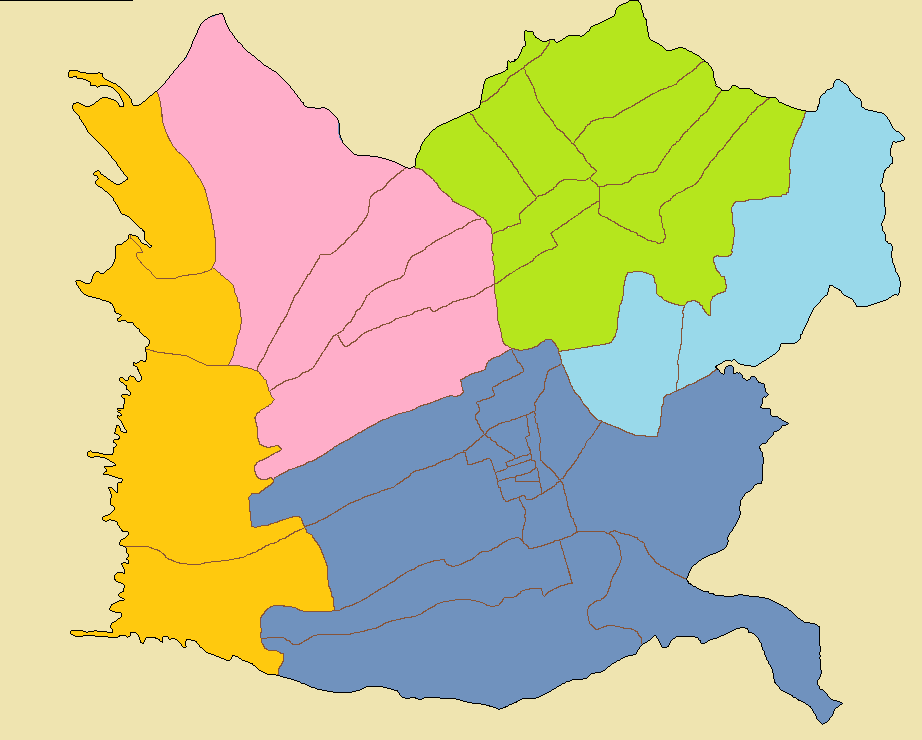
南投市地圖，區域為中興地區

中興地區的範圍涵蓋南投市轄下八里，其中光輝、光華、光榮、光明等四里是中興新村的行政中心及附屬宿舍（眷村）所在，曾為臺灣省政機關的辦公處所，位置緊鄰大虎山西側山腳下，該區內有車籠埔斷層通過，曾為九二一大地震受災區，另外其餘的四里分別是營北、營南、內新、內興。

## 交通
中興地區的交通密佈，主要交通臺14乙線是以中正路為名貫穿全區，可通向臺3線、臺3甲線及國道三號南投交流道，其中沿臺14乙線向南可往南投市中心。另外，通往草屯、中寮也有公路通達，沿中正路向北可接虎山路，轄屬草屯鎮山腳里，而在內轆有大埤路（投13線）、新興路（投16線）交會於大埤，然後至東山路（投22-1線），可進入北中寮地區。

## 行政區沿革
- 二戰後此區共有4里
  - 營盤口大字成立營南里、營北里
  - 內轆大字成立內興里、內新里
- 1958年配合臺灣省政府遷移，從營北里劃出光榮里、光華里
- 1961年從草屯鎮山腳里劃出部份地區於光華里
- 1964年從內興里劃出光明里
- 1969年從光華里劃出光輝里
  - 1961年由草屯鎮山腳里劃出區域

## 區內設施

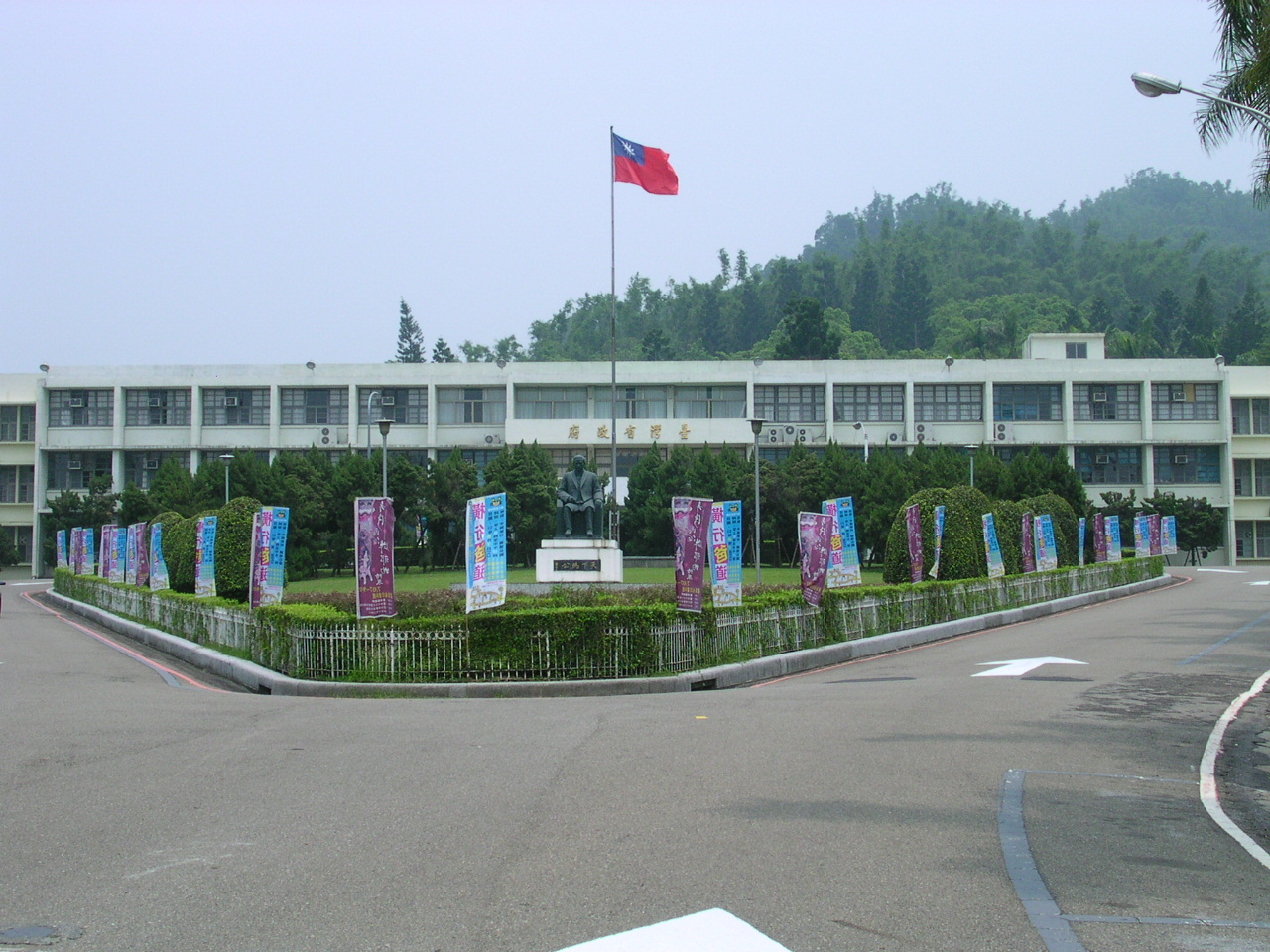
臺灣省政府大樓

### 行政機關
- 臺灣省政府（已精省）
- 臺灣省政資料館
- 臺灣省政府圖書館
- 南投監理站

### 教育單位
- 中興高中
- 中興國中
- 營北國中
- 光復國小
- 光榮國小
- 光華國小
- 營盤國小
- 德興國小

### 其它
- 中興游泳池（巨蛋）
- 中興會堂
- 中興大操場
- 第三市場
- 光華公園（兒童樂園）
- 中興醫院
- 慶福寺

## 外部連結
- 南投都市計畫[永久]
- 內政部南投市地圖